# Октябрь (Брестская область)
Октя́брь (бел. Акцябр, полес. Камень-Шляхэцькі) — деревня в Кобринском районе Брестской области Беларуси. Входит в состав Городецкого сельсовета.
По данным на 1 января 2016 года население составило 552 человека в 218 домохозяйствах.
В деревне расположены почтовое отделение, детский сад — средняя школа, Дом культуры, библиотека, фельдшерско-акушерский пункт и два магазина.
До включения региона в состав Советской Белоруссии в 1939 году деревня носила название Камень-Шляхетский (соседняя деревня Камень), затем была переименована в Октябрь. Тем не менее, название Камень-Шляхетский официально употреблялось по крайней мере до 1947 года.

## География
Деревня расположена по обоим берегам Королевского канала, в 19 км к северо-востоку от города Кобрина, в 8 км от станции Городец и 69 км к востоку от Бреста.
На 2012 год площадь населённого пункта составила 4,51 км² (451 га).

## История
Населённый пункт известен с 1524 года как имение Камень дворян Верищаковых. В разное время население составляло:
- 1886 год: 45 дворов, 590 человек;
- 2009 год: 542 человека;
- 2016 год[2]: 218 хозяйств, 552 человека;
- 2019 год[1]: 480 человек.

## Музей
- Музей ГУО «Октябрьская средняя школа»

## Достопримечательность
- Покровская церковь (1937) —  Историко-культурная ценность Республики Беларусь, шифр 113Г000407